# Alphonse Louis de Plessis de Richelieu
Alphonse Louis de Plessis de Richelieu (Paris, 1582 - Lyon, 23 de março de 1653), é o irmão mais velho de Armand Jean du Plessis, mais conhecido sob o nome de Cardeal Richelieu.

## Biografia

### Juventude
O filho mais novo de Francisco IV de Plessis de Richelieu , foi decidido por seu tio Amador de La Porte , que o enviou em 1594 ao Colégio de Navarra com Henri  , que ele se uniria como cavaleiro na ordem de São Francisco. João de Jerusalém, onde ele próprio era comandante. Mas seu medo da água e sua falta de entusiasmo pelo exercício físico levaram a uma mudança de estratégia para a família: Alphonse Louis se tornaria bispo de Luçon em vez de Armand Jean, este último a se dedicar a partir de agora. para a carreira de armas. Mas a grande piedade de Alphonse Louis o levou a se tornar um novato na Grande Chartreuse em 1602 e a fazer seus primeiros votos em 12 de março de 1603. Esta decisão foi Armand Jean teve que retornar aos estudos teológicos para retomar os Diocese de Luzon que sua família controlada desde 1584 pela nomeação de Jacques du Plessis, tio-avô de Alphonse Louis, como bispo . .

### Carreira eclesiástica
Por insistência do cardeal Richelieu, foi nomeado arcebispo de Aix-en-Provence , o 6 de dezembro de 1625, então arcebispo de Lyon, em Setembro de 1628. Ele foi criado cardeal, o 19 de novembro de 1629. Fundou os conventos de Annonciade e Bernardines  . Ele foi nomeado capelão da França em 1631. De 1632 a 1653, foi abade de Saint-Etienne de Caen. Ele morreu em Lyon em 1653 de hidropisia. A seu pedido, ele está enterrado na igreja do hospital dos pobres da Caridade de Lyon .
Alphonse foi o grande reitor da Sorbonne após o irmão mais novo que ocupava esse cargo.
Após a morte de Armand Jean du Plessis de Richelieu , um longo julgamento o opôs ao conselheiro Pierre Payen pelo título de prior da Caridade no Loire que seu irmão lhe havia concedido às custas de Payen. Privado da proteção do poderoso ministro, Alphonse du Plessis de Richelieu perdeu esse processo.